# دونكي كونغ لاند 3
دونكي كونغ لاند 3 (بالإنجليزية: Donkey Kong Land III)‏ هي اللعبة الثالثة في ثلاثية ألعاب دونكي كونغ لاند للعبة غيم بوي الأصلية، والتي تم نقلها لاحقًا إلى غيم بوي كولر حصريًا في اليابان تحت اسم دونكي كونغ جي بي: دينكي كونغ آند ديكسي كونغ (باليابانية: ドンキーコングGB ディンキーコング&ディクシーコング). تم تطوير اللعبة بواسطة راير ونشرتها نينتندو. مثل الألعاب الأخرى في السلسلة، عمل دونكي كونغ لاند 3 كنسخة محمولة للعبة دونكي كونغ كونتري 3 على سوبر نينتندو، والتي هي متابعة لها. مثل الألعاب الأخرى في سلسلة دونكي كونغ لاند، تم تحسين لعبة دونكي كونغ لاند 3 من أجل سوبر غيم بوي وتم تعبئتها بخرطوشة «أصفر موز».

## الحبكة
بدأت مسابقة بجوائز كبيرة لأول شخص يكتشف العالم المفقود. لقد غادر دونكي كونغ وديدي كونغ بالفعل للعثور عليه، تاركين وراءهم ديكسي كونغ. قررت أن تثبت أنها قادرة على كل شيء، تتعاون مع ابن عمها الصغير كيدي كونغ. لسوء الحظ، يبحث بارون كيه روولينستين و كريملينغ كرو أيضًا عن الأرض الأسطورية. النماذج الأولية للمستوى هي نفسها الموجودة في دونكي كونغ كونتري 3، والتي تجري في "North Kremisphere". في حين أن المستويات لها نفس البيئات وعودة رؤساء دونكي كونغ كونتري 3، فإن العوالم وتخطيط المسرح كلها فريدة من نوعها.
ورينكلي كونغ هو عضو عائلة كونغ الوحيد غير القابل للعب الذي يظهر. تعطي شخصية تحمل عنوان دب أو «الإخوة دب» تلميحات إلى ديكسي كونغ وكيدي كونغ ويمكنهما نقلهما إلى عالم آخر بالإضافة إلى استضافة لعبة بطاقة صغيرة. إنه يشبه دب بازار من دونكي كونغ كونتري 3. رفاق الحيوانات يعود كل من ايلي الفيل وسمكة السيف إنغوارد والببغاء سكواكس والعنكبوت سكويتر. يمثل دونكي كونغ لاند 3 أيضًا المرة الوحيدة في لعبة دونكي كونغ من راير حيث لا يظهر دونكي كونغ بالفعل. يظهر ديدي كونغ في اللعبة، لكن ظهوره الوحيد كان في بالونات الحياة الإضافية.

## تحديث غيم بوي كولر
في 28 يناير 2000، بعد مرور عامين على إصدارات اللعبة في أمريكا الشمالية وأوروبا، أصدرت نينتندو نسخة محدثة من اللعبة لجهاز غيم بوي كولر في اليابان. بعنوان دونكي كونغ جي بي:دينكي كونغ آند ديكسي كونغ، لم تصدر اللعبة في اليابان. هذا الإصدار هو نفسه إصدار غيم بوي، لكنه يفتقر إلى بعض الحوارات والحركات. كان هذا أيضًا الإصدار الذي تم إصداره على الـ فرتشول كونسول الياباني الخاص بـ نينتندو 3دي أس.

## التقييم
| التقييم |            |
| --- | ---------- |
| مجموع النقاط المجموع نقاط غيم رانكينغز 81.25% نتائج المراجعة نشرة نقاط نينتندو لايف 9/10 (3DS) نينتندوجو 8.5/10 |            |
| مجموع النقاط |            |
| المجموع | نقاط       |
| غيم رانكينغز | 81.25%     |
| نتائج المراجعة                                                                                                  |            |
| نشرة | نقاط       |
| نينتندو لايف | 9/10 (3DS) |
| نينتندوجو | 8.5/10     |

حصلت لعبة دونكي كونغ لاند 3 على 81.25٪ من غيم رانكينغز بناءً على أربع مراجعات. أشادت نينتندوجو باللعبة ومنحتها 8.5 من أصل 10، مستشهدة بالمستويات «المصممة ببراعة» والمرئيات «الرائعة». قامت نينتندو لايف بتقييم إصدار الفرتشول كونسول 9 من أصل 10، معلنة أنها «أفضل ما في ثلاثية دونكي كونغ لاند وواحدة من أفضل الخيارات لمحبي النظام الأساسي الذين يمتلكون نظام 3دي أس.».